# 貝德福德公爵夫人安娜·羅素
安娜·瑪麗亞·羅素，貝德福德公爵夫人（英語：Anna Maria Russell, Duchess of Bedford，1783年9月3日—1857年7月3日），舊姓斯坦霍普（英語：Stanhope），是一名英國女貴族。她是維多利亞女王的終身好友，在1837年到1841年期間擔任女王的寢室女官。貝德福德公爵夫人最知名的事蹟是首創了「下午茶」這種餐飲文化。

## 生平
安娜來自斯坦霍普家族，她的父親是第三代哈靈頓伯爵查爾斯·斯坦霍普，母親則是珍·弗萊明。
1808年8月8日，安娜嫁給了當時禮稱為塔維斯托克侯爵的第七代貝德福德公爵法蘭西斯·羅素，後來的英國首相約翰·羅素是她的小叔。1809年7月1日，安娜誕下一子威廉，即後來的第八代貝德福德公爵威廉·羅素，也是她唯一的孩子。1839年10月20日，法蘭西斯·羅素繼承了貝德福德公爵的爵位，安娜的禮稱也改為貝德福德公爵夫人。
奧古斯塔·蘇菲亞公主於1840年逝世時，貝德福德公爵夫人是她葬禮的主殯禮人（chief mourner）。1841年，公爵夫妻在自家的鄉村別墅沃本修道院中款待了女王。
貝德福德公爵夫人於1857年7月3日在倫敦貝爾格雷夫廣場的宅邸過世，死後被埋葬在白金漢郡的區尼斯。

### 弗洛拉·黑斯廷斯的醜聞
貝德福德公爵夫人和弗洛拉·黑斯廷斯1839年的懷孕醜聞有關。當時弗洛拉由於腹部漲大且不肯讓醫生檢查而被醫生懷疑是懷孕，但考慮到弗羅拉未婚，醫生的疑慮漸漸打消。然而，討厭弗洛拉的貝德福德公爵夫人和李琴男爵夫人卻散播謠言指出弗洛拉和人通姦，對象可能是約翰·康羅伊爵士，連維多利亞女王都受到了謠言的影響而厭棄弗洛拉，並在日記中寫下了對康羅伊爵士的懷疑。事實上，弗洛拉是得了末期肝癌，她在真相大白數個月後便病逝。弗洛拉死後，貝德福德公爵夫人、李琴男爵夫人以及女王自身都被捲入了由康羅伊爵士和黑斯廷斯家族所發起的出版戰，《早報》上發表的文章譴責了貝德福德公爵夫人和李琴男爵夫人，但出於政治目的，抨擊女王的篇幅遠比抨擊她們兩人的篇幅多得多。

### 下午茶
貝德福德公爵夫人最著名的事蹟是開創了「下午茶」這種餐飲文化。她在1840年代中期拜訪第五代拉特蘭公爵期間，在公爵的貝爾沃城堡中首創了下午茶。
在18世紀，晚餐的供應時間開始變得越來越晚，為了熬過早餐和晚餐之間的漫長時間，人們開始食用「午餐」，逐漸發展成了類似今日一日三餐的型態。但午餐仍不足以填補漫長的午後時光所帶來的飢餓感，到了19世紀，一般差不多是在晚上7:00至8:30期間供應晚餐。貝德福德公爵夫人發現只要食用一份輕量的餐點：茶（在當時通常是大吉嶺茶）、蛋糕和三明治，便可達到完美的平衡。公爵夫人發現在午後時光吃一份茶點是如此的完美，她很快便邀請朋友加入她的行列。食用下午茶很快地成為中上層階級的常見習慣。

## 紀念
- 日本紅茶飲料品牌「午後紅茶」的外包裝上有著安娜·瑪麗亞的頭像[13]。